# 律氏棘白鯧
律氏棘白鯧為輻鰭魚綱鱸形目刺尾魚亞目白鯧科的其中一種，分布於東大西洋區，從塞內加爾至安哥拉海域，棲息深度10-50公尺，體長可達31公分，棲息在沙泥底質海域，可做為食用魚。

## 擴展閱讀
維基物種上的相關：律氏棘白鯧